# Hidrato
Hidrato es un término utilizado en química orgánica y química inorgánica para indicar que una sustancia contiene agua.

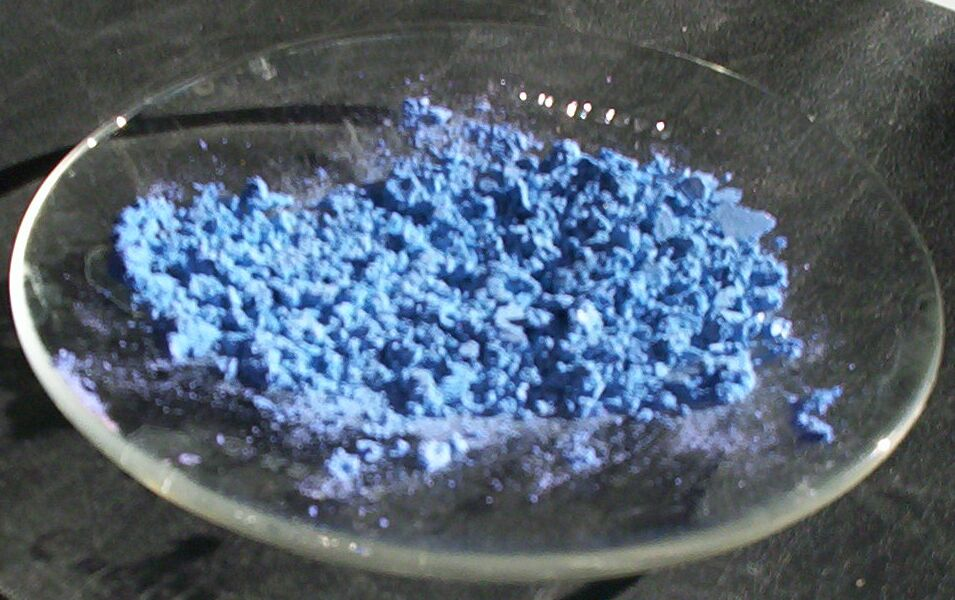
Cloruro de cobalto(II) anhídrido CoCl_{2}

En química orgánica, un hidrato es un compuesto formado por el agregado de agua o sus elementos a una molécula receptora. Por ejemplo, el etanol, C2—H5—OH, puede ser considerado un hidrato de etileno, CH2=CH2, formado por el agregado de H a un C y OH al otro C. Una molécula de agua puede ser eliminada, por ejemplo mediante la acción de ácido sulfúrico. Otro ejemplo es el hidrato de cloral, CCl3—CH(OH)2, que puede ser obtenido mediante la reacción de agua con cloral, CCl3—CH=O.
Otras moléculas son llamadas hidratos por razones históricas. La glucosa, C6H12O6, un carbohidrato o hidrato de carbono, se pensó originalmente que respondía a la fórmula C6(H2O)6, pero esto es una descripción muy pobre de su estructura tal como se la conoce hoy día. Por otra parte el metanol es a menudo ofrecido como “metil hidrato”, lo que implica una fórmula que es incorrecta ( CH3OH2 ), cuando la fórmula correcta es CH3—OH.

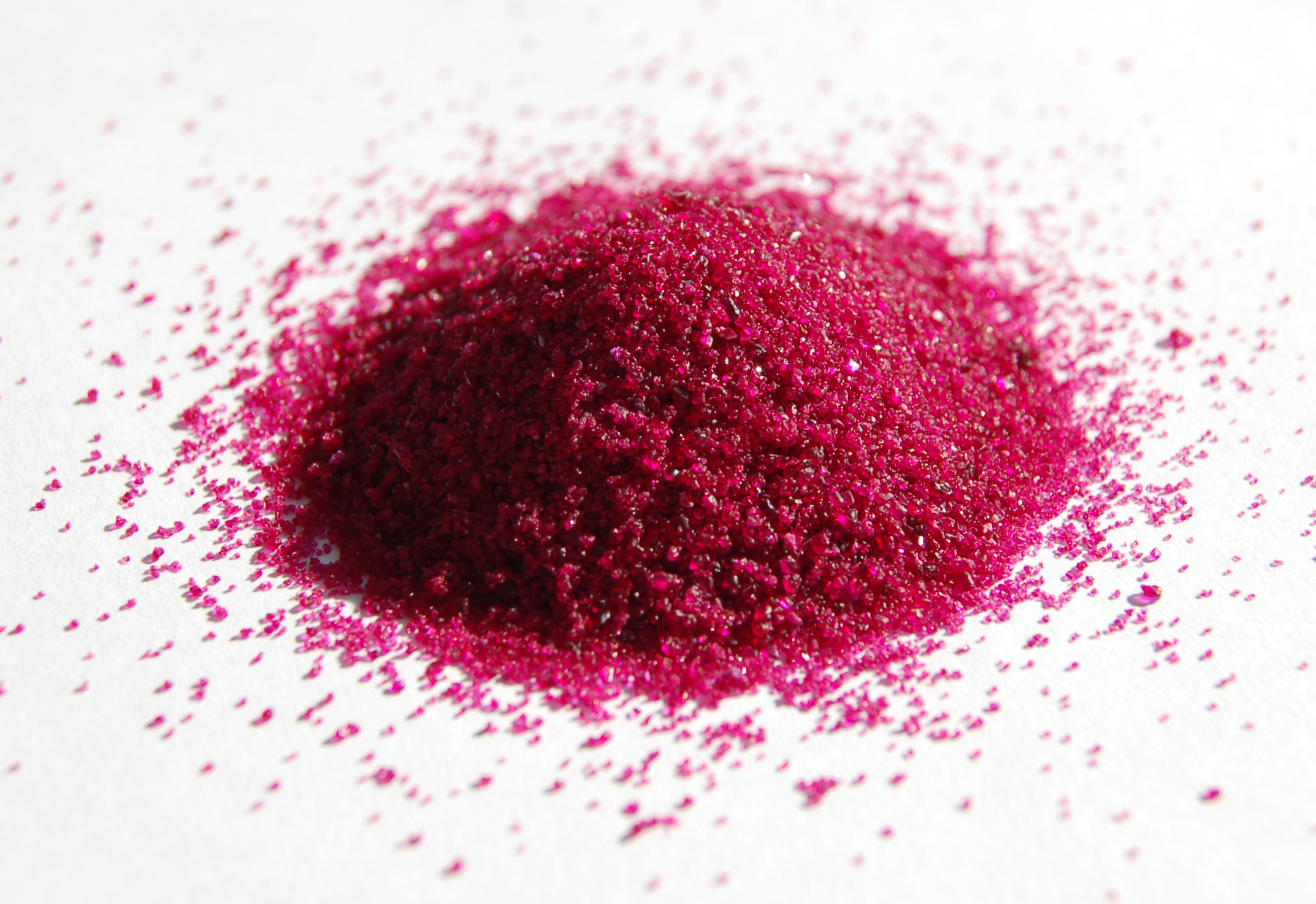
Cloruro de Cobalto(II) hexahidratado Co(H_{2}O)_{6}Cl_{2}

En química inorgánica, los hidratos son sustancias que contienen moléculas de agua en su composición que, o bien están ligadas a un núcleo metálico, o están cristalizadas con el complejo metálico. Tales hidratos se dice que poseen "agua de cristalización" o "agua de hidratación". Ésta es liberada cuando el hidrato es sometido a alta temperatura, la red se rompe y deja escapar una o más moléculas de agua. Si el agua es agua pesada, donde el hidrógeno consiste del isótopo deuterio, entonces se suele utilizar el término deuterar en lugar de hidratar.
Un ejemplo colorido es el cloruro de cobalto(II), que vira del azul al magenta (rojo) al hidratarse, y por lo tanto puede ser utilizado para indicar la presencia de agua.

## Usos

### Construcción
La presencia de hidratos es bastante útil en los tres campos de actividad. En general, en la construcción y en los refractarios, los aglutinantes inorgánicos suelen carecer de agua durante su fabricación. Por ejemplo, tanto en los productos de cemento como de yeso, se aplica calor a las materias primas. Una vez que se añade agua en una obra, el polvo se rehidrata y es capaz de formar enlaces con otras sustancias presentes. Así, se pasa del polvo, a la lechada, o a la pasta y luego se forma la piedra de cemento'. El agua que no está ligada químicamente, o convertida en hidratos, puede salir de nuevo como vapor, especialmente debido al calor de hidratación, con los productos de cemento en particular, que sufren una reacción química exotérmica con el agua.
En general, cuanto más tiempo se puedan mantener húmedos los productos cementantes inmediatamente después de su colocación, mejor. Cuanto más húmedos se mantengan los productos cementantes, más agua se convertirá en hidratos, en lugar de evaporarse debido al calor de hidratación y otras influencias ambientales. El secado prematuro es causa de graves problemas en el hormigón, como el agrietamiento y la contracción.

### Protección pasiva contra el fuego
Evitar el secado prematuro es importante para todos los demás productos cementicios de la construcción, como los morteros de ignifugación y firestop en particular, en los que la más mínima fisura puede provocar rechazos. El agua ligada químicamente, es la fuente de reacciones endotérmicas cuando se expone al fuego. Las temperaturas del fuego en un edificio pueden alcanzar los 1100 °C, dependiendo del combustible presente y de la disponibilidad de oxígeno. La presencia de hidratos mantiene el elemento expuesto al calor a 100 °C o menos, hasta que se gasta toda el agua. Por lo tanto, cuantos más hidratos haya, mayor será la duración de la resistencia al fuego. Esto es lo que confiere características de resistencia al fuego a los materiales de construcción básicos o "antiguos", como el yeso, el hormigón o el yeso.

### Física del espacio
La duración de la resistencia al fuego es importante para muchos productos PFP de alta tecnología, como las pinturas intumescentes y endotérmicas, las envolturas y los azulejos, como los utilizados en física espacial, para los vehículos de reentrada.